# Bowen-reactiereeks
De Bowen-reactiereeks is een in de petrologie gebruikte reeks van gesteentevormende mineralen op volgorde van hun smeltpunt. Het idee erachter is dat als een magma van homogene samenstelling afkoelt (zoals gebeurt bij het naar boven komen door een vulkaanpijp), de mineralen in deze volgorde kristalliseren.
De Bowen-reeks werd in de jaren 20 van de twintigste eeuw opgesteld aan de hand van experimenten door de Canadese geoloog en geochemicus N.L. Bowen, aan wie de reeks ook zijn naam dankt.

## Bowen-reactiereeks
Aan de linkerkant van de tabel hieronder staan de mineralen volgens de Bowen-reeks van mafisch (bovenaan) naar felsisch (onderaan) genoemd:
```
           
(mineralen)
                       
(relatieve temperatuur)
     
(gesteente)
```

```
 
Olivijn
                                                hoog
  \                  
Plagioklaas
 (
Calcium
 rijk)         ^    
ultramafisch
 (
komatiiet
/
peridotiet
)
 
Pyroxeen
               /                               |
    \                  /                                |         
mafisch
 (
basalt
/
gabbro
)
  
Amfibool
            /                                 |
      \              /                                  |
       \            /                                   |
        \          /                                    |
      
Biotiet
  
Plagioklaas
 (
Natrium
 rijk)               |
          \      /                                      |      intermediair (
andesiet
/
dioriet
)
           \    /                                       |
            \  /                                        |
             V                                          |
             |                                          |
        
Orthoklaas
                                      |
             |                                          |        
felsisch
 (
ryoliet
/
graniet
)
        
Muscoviet
                                       |               
             |                                          v       
          
Kwarts
                                      laag
```

Rechts in de tabel staan de gesteenten die door de uitkristalliserende mineralen gevormd worden. De temperatuur is relatief, omdat het smeltpunt van een stof ook van andere parameters afhankelijk is, zoals de druk.

## Achterliggende chemie
Het smeltpunt van mineralen heeft te maken met de chemische samenstelling. Felsische mineralen hebben een lager smeltpunt dan mafische. Daardoor zullen de mafische mineralen bij het omhoog komen (en afkoelen) van magma eerder kristalliseren dan de felsische. 

## Gevolg voor gesteentevorming
In een magmakamer zullen de kristallen naar de bodem zakken, de overgebleven vloeibare magma heeft daarna een meer felsische samenstelling. Dit proces noemt men magma differentiatie. Als de magma snel naar boven doordringt, kan het zijn dat de kristallen mee stromen en uiteindelijk nog steeds in de magma zitten als deze stolt. In dat geval kan men de kristallen vinden als fenocrysten in een porphyritisch gesteente. Ook in dat geval zal de vloeibare magma na het kristalliseren een meer felsische samenstelling hebben dan daarvoor.
Meestal komt magma geleidelijk omhoog, en vindt magmadifferentiatie plaats. Daardoor zullen stollingsgesteentes over het algemeen bestaan uit mineralen van ongeveer hetzelfde smeltpunt.
Bij het omhoogkomen van een magma zal de chemische samenstelling van de magma steeds felsischer worden, terwijl ook de gesteenten die ontstaan steeds felsischer van samenstelling zijn.
Dit zorgt er in de praktijk voor dat er een groot aantal verschillende stollingsgesteentes bestaat. In dezelfde vulkaan kan zelfs uit dezelfde magma op verschillende dieptes verschillend gesteente gevormd worden.

## Gevolg voor verwering
Omdat de mafische mineralen kristalliseren onder omstandigheden die verder af liggen van de omstandigheden aan het aardoppervlak dan felsische mineralen, zullen ze gevoeliger zijn voor chemische verwering. Kwarts is in de praktijk het minst erosiegevoelige mineraal. De reactiereeks van Bowen is dus ook een maat voor hoe snel een mineraal verweert.